# Hezqeyas d'Éthiopie
Hezqeyas d'Éthiopie est négus d'Éthiopie de 1789 à 1794.
l'Abeto (prince) Hezqyeas est un frère du négus Yoas Ier d'Éthiopie. C'est donc un fils cadet du négus Iyasou II d'Éthiopie et de sa seconde épouse, Galla Ouébi, baptisée sous le nom de Walatta Bersebeh.
Il est intronisé le 26 juillet 1789 après la seconde déposition de son cousin, Takla Guiorguis d'Éthiopie. Il est lui-même déposé en 1794 en faveur de son prédécesseur et expulsé de Gondar 1796 par Wolde Sélassie, le nouveau ras de Tigré. Il reviendra dans cette ville et y vivra jusqu'à sa mort, le 13 septembre 1813, sous le règne de son fils aîné Egwale Syon d'Éthiopie.